# 슐레스비히홀슈타인 공작 크리스토프

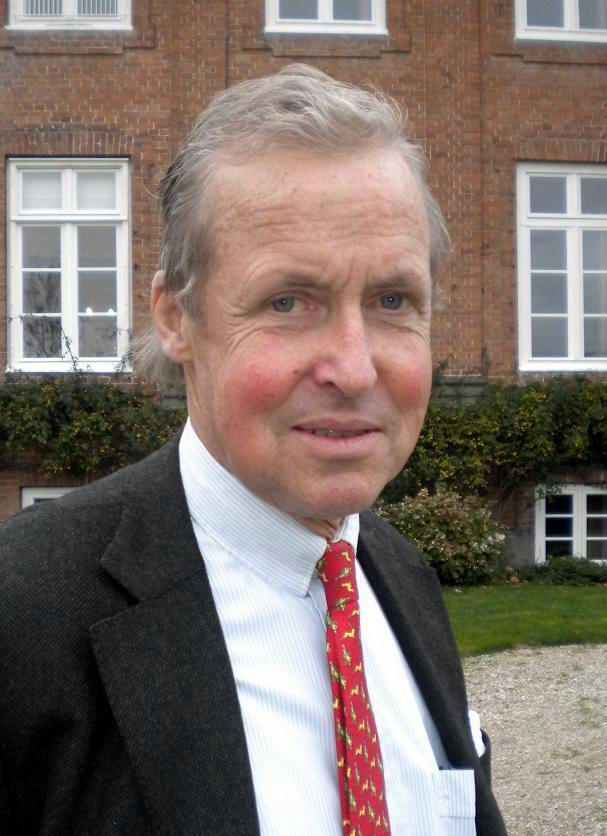
2010년 모습

크리스토프 프린츠 주 슐레스비히-홀슈타인(Christoph Prinz zu Schleswig-Holstein, 1949년 8월 22일 – 2023년 9월 27일)은 슐레스비히-홀슈타인-손더부르크-글뤽스부르크 가문(보통은 글뤽스부르크 가문으로 호칭)의 수장이자, 무자적 장자 상속에 의해 올덴부르크가 전체의 수장이었다. (1980년에서 2023년 사이) 전통적으로 그는 8대 슐레스비히홀슈타인 공작이자 글뤽스부르크 공작이었으며, 전하 (호칭)라는 스타일을 받았다. 그는 덴마크의 크리스티안 1세의 남성 계열 후손이었으며, 영국의 빅토리아 여왕, 러시아의 알렉산더 2세 황제 및 최근의 몇몇 덴마크 왕들을 포함하여 최근의 수많은 군주들의 동족적 후손이기도 했다. 그의 친할머니는 빅토리아 여왕의 증손녀인 호헨로헤-랑겐부르크의 마리 멜리타 공주였다.